# Епархия Мерло — Морено
Епархия Мерло — Морено (лат. Dioecesis Merlensis-Morenensis) — епархия Римско-Католической церкви с центром в городе Морено, Аргентина. Епархия Мерло — Морено с 2019 года входит в митрополию Мерседеса — Лухана. Кафедральным собором епархии Мерло — Морено является церковь Пресвятой Девы Марии Розария.

## История
13 мая 1997 года Папа Римский Иоанн Павел II выпустил буллу «Ministerium apostolicum», которой учредил епархию Мерло — Морено, выделив её из епархии Морона. До 2019 года являлась суффраганом архиепархии Буэнос-Айреса.

## Ординарии епархии
- епископ Fernando María Bargalló (13.05.1997 — 26.06.2012);
  - Alcides Jorge Pedro Casaretto (26.06.2012 — 6.05.2013) (апостольский администратор);
- епископ Fernando Carlos Maletti (с 6 мая 2013 года).